# Dambachia
Dambachia is een geslacht van rechtvleugeligen uit de familie krekels (Gryllidae). De wetenschappelijke naam van dit geslacht is voor het eerst geldig gepubliceerd in 2000 door Nischk & Otte.

## Soorten
Het geslacht Dambachia  is monotypisch en omvat slechts de volgende soort:
- Dambachia eritheles (Nischk & Otte, 2000)